# Model

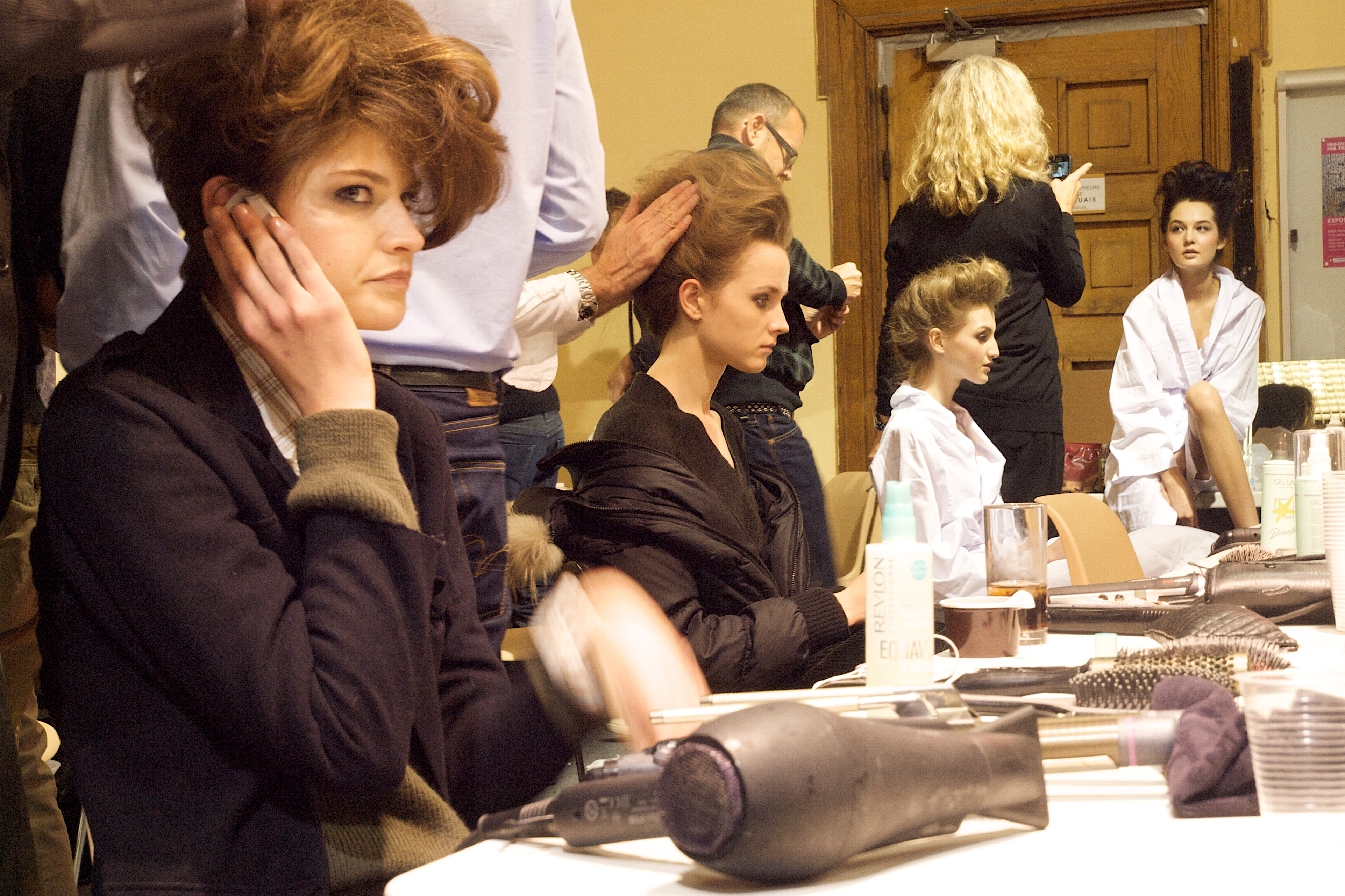
Models beim Schminken

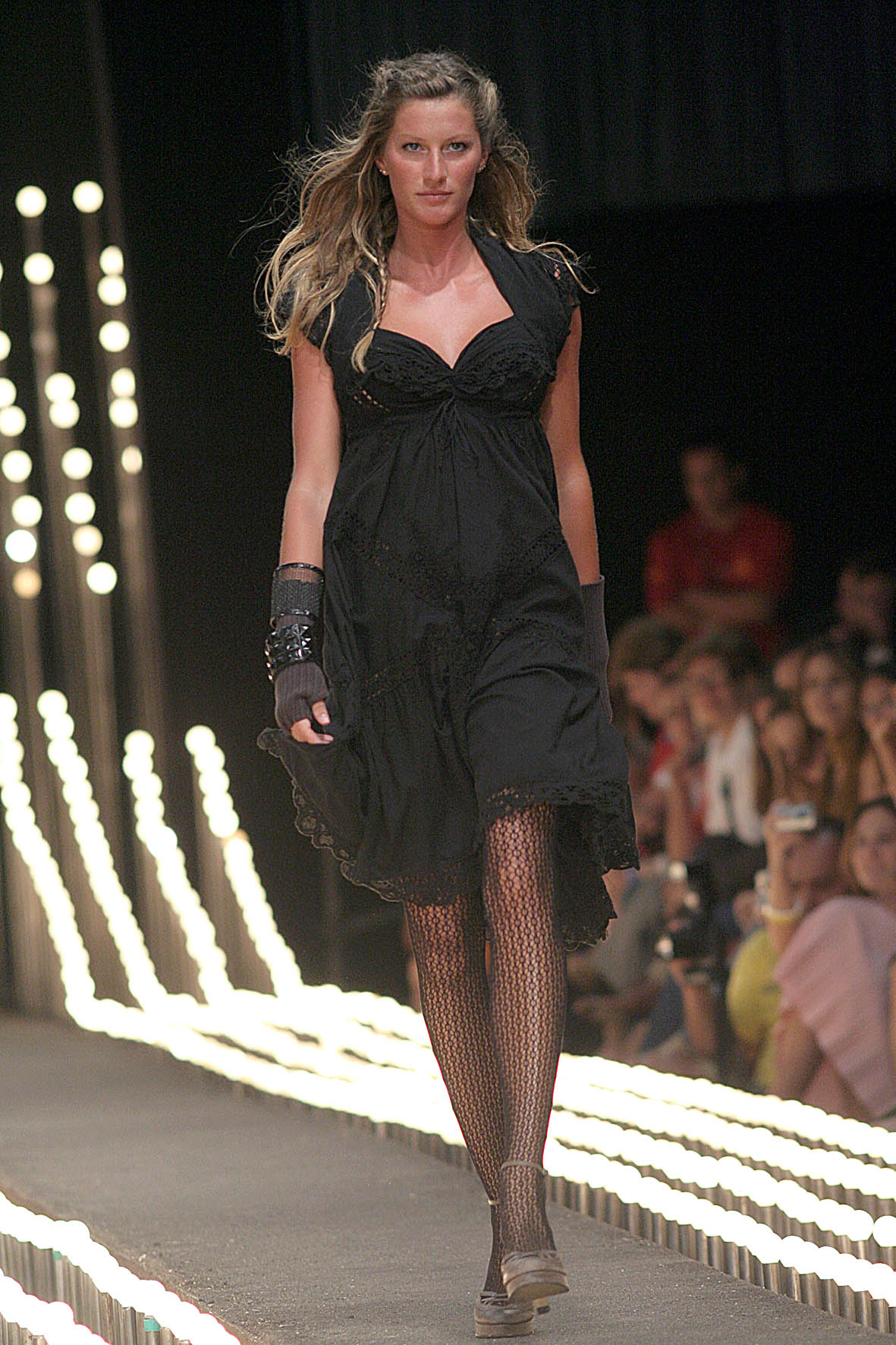
Gisele Bündchen auf dem Laufsteg. Bündchen war von 2003 bis 2016 das höchstbezahlte Model der Welt. 2017 wurde sie von Kendall Jenner abgelöst.

Ein Model oder Mannequin [ˈmanəkɛ̃] ist eine Person, die sich aus künstlerischen oder kommerziellen Gründen abbilden oder filmen lässt oder etwas präsentiert, ohne durch ihre Handlungen eine besondere Schöpfungshöhe zu erfüllen.

## Aussprache und Etymologie
Der Begriff Model (Aussprache ['mɔdl]) kommt aus dem Englischen und wird mit kurzem, offenem „o“ und ohne „e“ ausgesprochen. Die noch bis in die 1960er Jahre übliche deutsche Bezeichnung „Modell“ [moˈdɛl] wird heute in der Modebranche kaum noch benutzt.
Die Aussprache von Mannequin (und ebenso von Mannekin) ist [ˈmanəkɛ̃] oder [ˈmanəˈkɛ̃ː]. Er entstammt dem Französischen und heißt wörtlich „Gliederpuppe, Schaufensterpuppe“, was wiederum auf das mittelniederländische mannekijn (auf Deutsch „Männchen“) zurückgeht.
Ein veraltetes Synonym ist Vorführdame beziehungsweise Vorführherr. Es wurde 2020 aus dem gedruckten Duden entfernt, da es nicht mehr verwendet wird.

## Kulturgeschichte

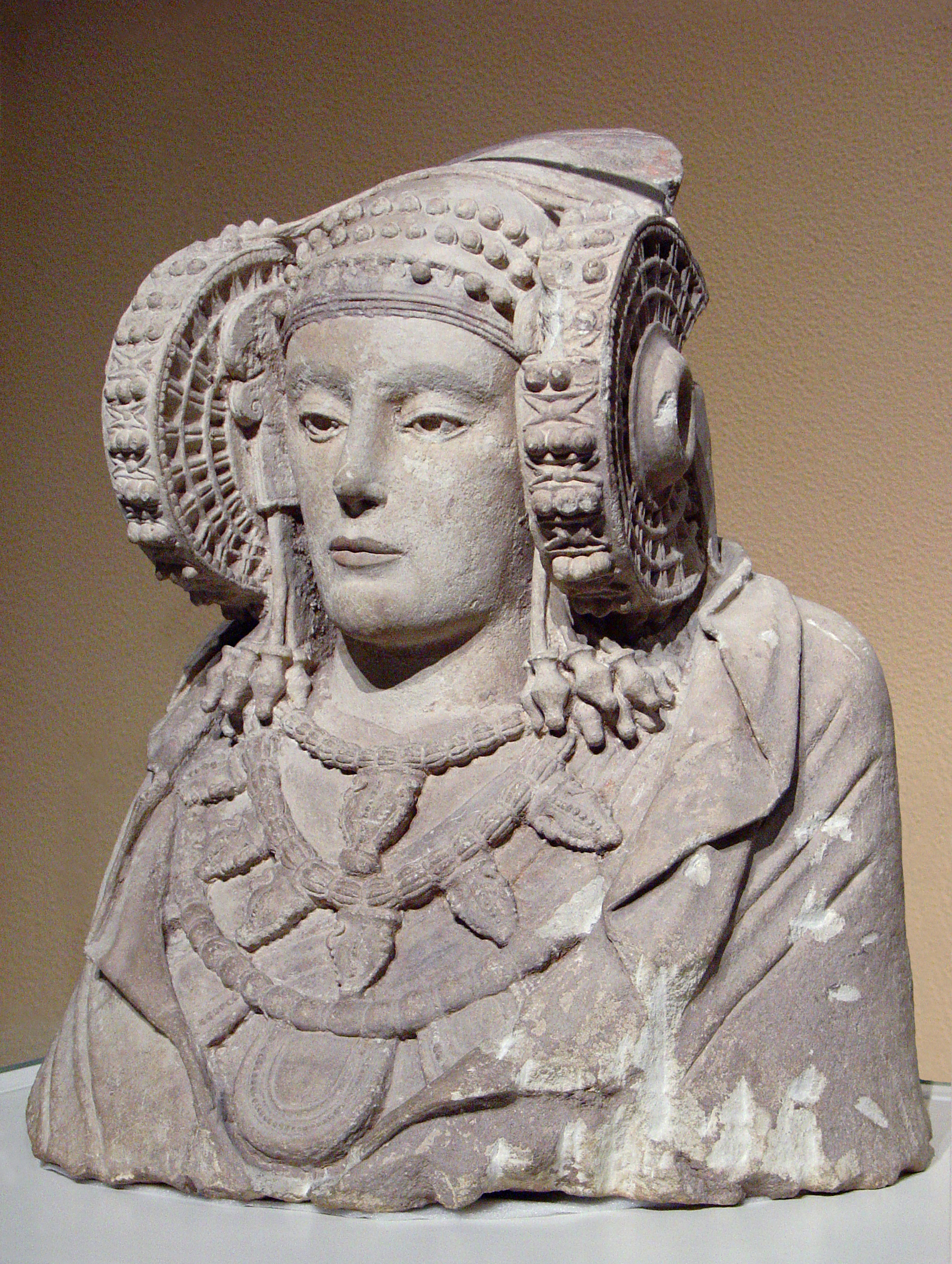
Büste der Dama de Elche, um 500 v. Chr.

Die Beliebtheit der optischen Vorbildfunktion gesellschaftlich hoch angesehener Persönlichkeiten ist weltweit bis in die Frühzeit der Menschheitsgeschichte belegt und betrifft nicht nur Frauen, sondern auch Männer, Kinder und sogar Tiere.

### Gottheiten und Herrscher als frühe Identifikationsfiguren
Das Volk trug und schmückte sich und seine Haustiere mit dem, was ihnen die weltlichen oder religiösen Führungspersönlichkeiten vorgaben, um sich auf diese Weise mit ihnen zu identifizieren. So hatten Mode, Schmuck, Frisur, Schminke und Accessoires eine (bis heute) hohe sozialpolitische Einigungs-, aber auch Abgrenzungsfunktion, die sich mit jedem neuen Herrscher oder geistlichen Führer wieder ändern konnte.

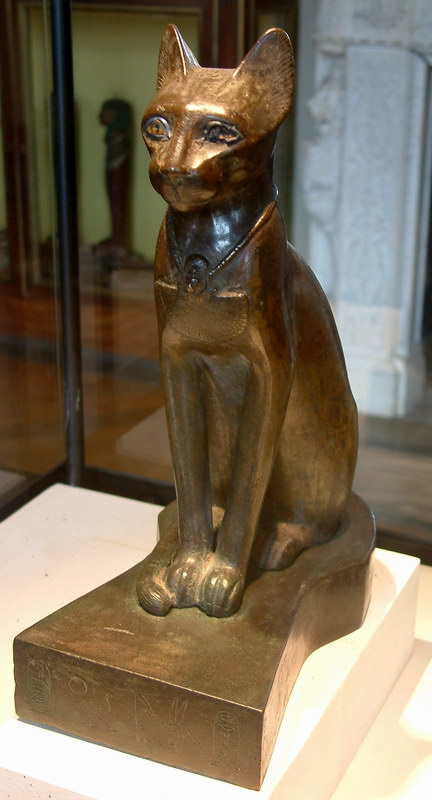
Darstellung der ägyptischen Göttin Bastet mit geschmücktem Katzenhalsband

### Entstehung von zugehörigen Wirtschaftszweigen
Entstehung und Aufstieg eines flankierenden Wirtschaftszweigs für dekorative Produkte, der naturgemäß sehr daran interessiert war, die passende Körper-, Kopf- und Fußbekleidung, Waffen, Rüstungen, Sättel, Trensen, Hundeleinen, Katzenhalsbänder, Kuhglocken oder was sich sonst noch so an Beliebtheit erfreute, möglichst gewinnbringend und breit unters Volk zu bringen, ist ebenfalls parallel in sämtlichen Kulturen belegt und bildete früh weitreichende Handelsnetze. Viele Handelsrouten sind heute noch aktiv. Die Seidenstraße ist eine der ältesten und bekanntesten.
Frühe Medien, die über das Aussehen von hochstehenden oder anderweitig interessanten Personen berichteten, waren entweder mündlicher Natur in Form von Sagen und Märchen, wo das Aussehen der Helden oder Göttinnen ausführlich beschrieben und ausgeschmückt wurde, oder Abbilder in Form von Statuen, Reliefs und Bildern, später auch Münzen, die detailliert ausgearbeitet wurden, um den persönlichen Status auch noch vor der Nachwelt zur Schau stellen zu können.

### Model als (un-)professionelle Tätigkeit
Der Einsatz von professionellen Modellen ohne besondere, vorausgehende Prominenz der Person ist, wenn überhaupt, nur indirekt nachzuweisen. In nahezu allen Kulturen war die Berufstätigkeit von Frauen strengen Regeln unterworfen. Frauen, die ihre Schönheit kommerziell nutzten oder gar vermarkteten, drohte ein schlechter Ruf und ein damit verbundener Ausschluss aus der Gesellschaft. Männern wäre eine Arbeit als beruflicher Vorführer von Modewaren oder Schmuck aufgrund ihres traditionellen Rollenverständnisses wohl ebenso gesellschaftlich sanktioniert worden.
Gleichzeitig aber war die dekorative Industrie zwingend abhängig von der Präsentation ihrer Produkte. Vermutlich wurden Sklaven, Hausangestellte, Lehrlinge, Verwandte und Bekannte zum Vorführen verpflichtet. Erst seit den 1920er Jahren sind berufliche Models als professionelle Arbeitnehmerinnen, ab den 1960er Jahren auch als Arbeitnehmer belegt.
Nach dem Ersten Weltkrieg veränderte die Modeschöpferin Coco Chanel nachhaltig die Modelandschaft. Mit ihr setzt die Ära der beruflichen Models ein, da sie die Modepräsentationen aus den Privaträumen von reichen Kundinnen herausholte und daraus große Veranstaltungen machte, zu denen sie auch die Presse einlud.

## Beispiele
Noch in den 1920er Jahren war die Bezeichnung „Probierdamen“ für die bei Modenschauen vorführenden Models gebräuchlich.

### 1930er bis 1950er Jahre
Eines der ersten berühmten Mannequins war Lisa Fonssagrives mit einer erstaunlich langen Karriere von den 1930er bis in die 1950er Jahre, oft fotografiert von Horst P. Horst in Paris. Sehr erfolgreich waren in den 1940er und 1950er Jahren auch Dovima, Sunny Harnett, Dorian Leigh, Suzy Parker und Jean Patchett. Christa Päffgen schaffte als erstes deutsches Mannequin den Sprung ins Ausland und schuf so die Basis für ihre spätere Karriere als Sängerin und Schauspielerin.

### 1960er und 1970er Jahre

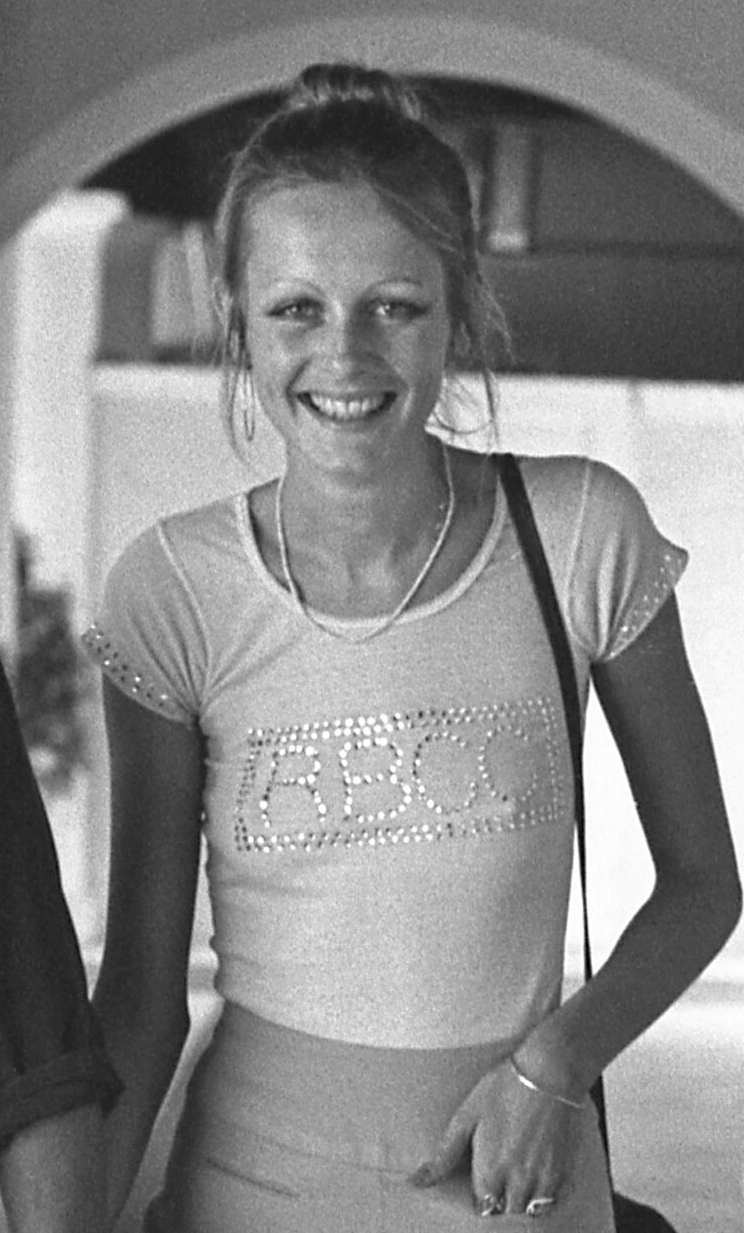
Twiggy (1973)

In den 1960er Jahren etablierte sich der Londoner young junior look mit Jean Shrimpton, Edie Sedgwick, Twiggy und Penelope Tree als dessen bekannteste Vertreterinnen. Weitere bekannte Models der 1960er Jahre waren Benedetta Barzini, Marisa Berenson, Pattie Boyd, Wilhelmina Cooper, Linda Keith, Peggy Moffitt, Suki Potier, Paulene Stone, Sharon Tate und Veruschka.
Prominente Models der 1970er Jahre waren Iman Abdulmajid, Barbara Bach, Gia Carangi, Jerry Hall und Patti Hansen.

### 1980er und 1990er Jahre: Aufkommen der „Supermodels“
In den 1980er Jahren kam der Ausdruck Supermodel auf für Models, die über ihre Vertragsfunktionen hinaus eine große eigenständige, internationale Prominenz und Medienpräsenz entwickelten. Beispiele für früh als Supermodels bezeichnete Models sind Paulina Porizkova, Kathy Ireland, Grace Jones, Christie Brinkley, Carol Alt und Stephanie Seymour.
Die 1990er Jahre wurden zum Durchbruch der Supermodels, die teils eine Prominenz wie die Superstars aus Film und Musik erreichten. Eine große Rolle dabei spielte eine Fotoserie des deutschen Fotografen Peter Lindbergh mit den fünf damals bekanntesten Fotomodellen Christy Turlington, Naomi Campbell, Linda Evangelista, Tatjana Patitz und Cindy Crawford auf den Straßen von New York City, erstellt im Januar 1990 für die britische Ausgabe der Vogue. Mit dieser Fotoserie setzte sich das Phänomen der Supermodels durch. Weitere 1990er-Supermodels waren Nadja Auermann, Carla Bruni, Laetitia Casta, Helena Christensen, Sophie Dahl, Shalom Harlow, Eva Herzigová, Milla Jovovich, Yasmin Le Bon, Karen Mulder, Rebecca Romijn, Isabella Rossellini, Claudia Schiffer, Stella Tennant, Amber Valletta und Marcus Schenkenberg.
Darüber hinaus gelten vor allem die frühen 1990er Jahre als die Zeit des sogenannten Heroin Chic, dessen Entstehung stark durch den Grunge beeinflusst wurde. Androgyne, teils stark untergewichtige Models mit dunklen bzw. dunkel geschminkten Augenringen und strähnigem Haar wurden zum Ideal erklärt. Gia Carangi gilt als das erste Model, das diesen Typus verkörperte. Die Modefotografien von Davide Sorrenti und Vincent Gallos Arbeiten für Calvin Klein haben diese Ästhetik entscheidend geprägt. Ikonisch gilt insbesondere der Werbespot für den Duft Obsession mit Kate Moss aus dem Jahr 1993.
Männliche Models sind ein vergleichsweise junges Phänomen und kamen erstmals in den 1990er Jahren auf mit bspw. Marcus Schenkenberg, Werner Schreyer oder Mark Vanderloo. In den 2000er Jahren kamen unter anderem Baptiste Giabiconi, Nico Schwanz und Lars Burmeister hinzu.

### 2000er und 2010er Jahre

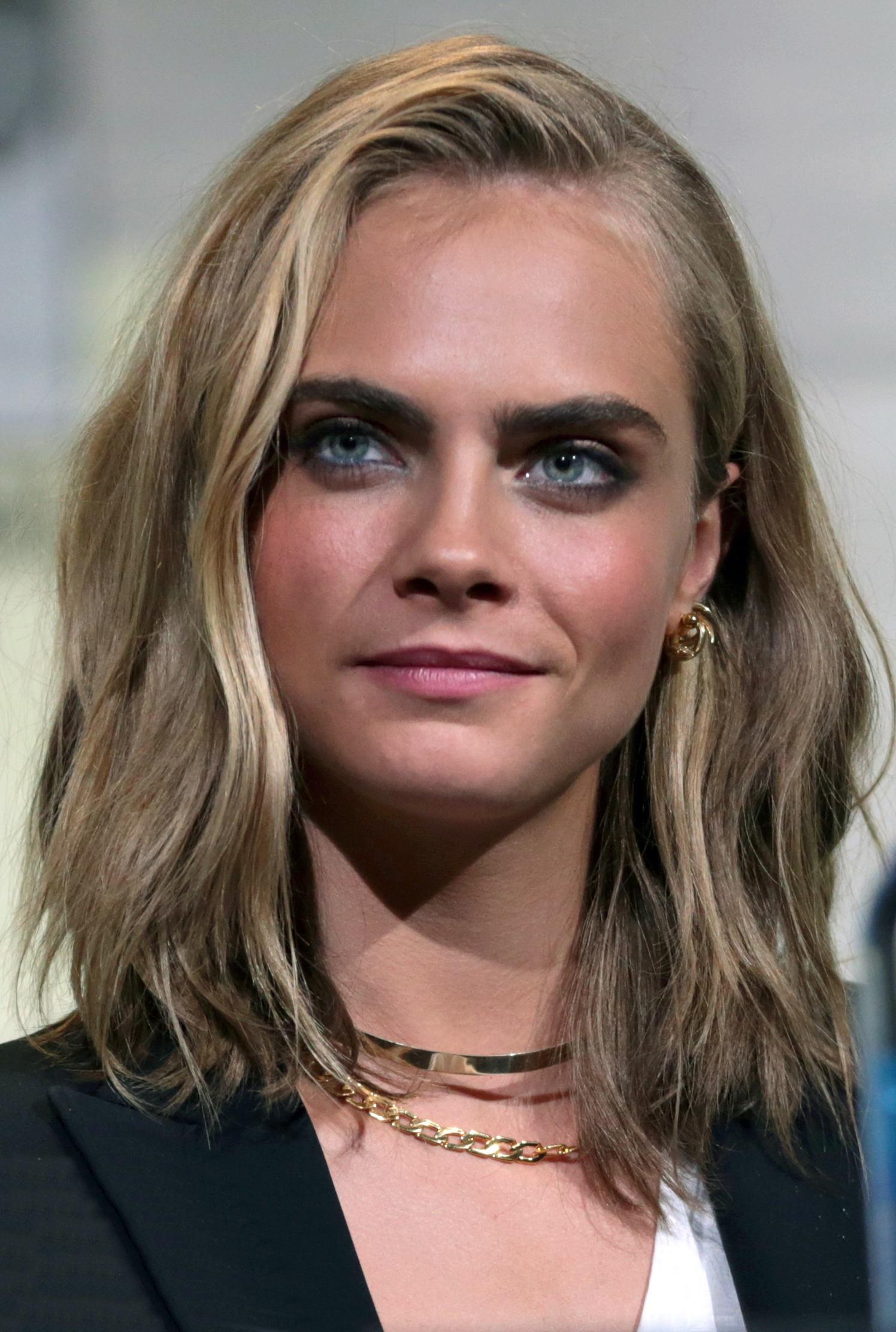
Cara Delevingne (2016)

Ab den 2000er Jahren wurden im Privatfernsehen sogenannte „Castingshows“ produziert, die noch einmal dieses Phänomen verstärkten. Bekannte Beispiele sind America’s Next Top Model, America’s Most Smartest Model und im deutschsprachigen Raum Germany’s Next Topmodel, Austria’s Next Topmodel. Weitere Präsenz in den anderen Medien popularisierte zusätzlich das Phänomen der „Supermodels“. Zu den Supermodels der 00er Jahre gehörten Gisele Bündchen, Tyra Banks, Heidi Klum, Adriana Lima, Alessandra Ambrosio und Karolína Kurková.
Soziale Medien spielen seit etwa 2010 für die persönliche Vermarktung eine immer größer werdende Rolle. Hierbei sind vor allem „bilderlastige“ (sowie videolastige) Plattformen zentral, besonders Instagram. Beispiele für Supermodels der neuen Generation sind Cara Delevingne, Karlie Kloss, Kendall Jenner und Gigi Hadid.

## Formen

### Mannequins
Bis in die 1980er Jahre wurde zwischen Mannequins, die vorrangig auf dem Laufsteg arbeiten, und Fotomodellen unterschieden. Hauptgrund war, dass die Größe, die erforderlich war, um auf dem Laufsteg die nötige Präsenz zu erhalten, beim Fotografieren oft hinderlich war oder dass die Fotomodelle häufig zu klein waren.
Das Wort „Mannequin“ stammt vom Mittelniederländischen mannekijn „Männchen“ ab und stand ursprünglich für „Gliederpuppe“, also ein anatomisches Modell für Maler oder Schneider. Im Französischen kann es auch „willenloser Mensch“ („Waschlappen“) bedeuten. Auch im Englischen steht mannequin (auch manikin) für „Schaufensterpuppe“. In slawischen Ländern wie Serbien, Kroatien, Bosnien, Slowakei wird das Wort Maneken (Plural: Manekeni) ähnlich wie in Deutschland Mannequin mit der Bedeutung Model gebraucht.
Georg Büchmann führt den Begriff „Mannequin“ auf eine Erfindung des florentinischen Malers Fra Bartolommeo zurück, der alle Gegenstände nach der Natur zeichnete und sich deshalb eine Holzfigur (italienisch: manichino; französisch: mannequin) in Lebensgröße mit biegsamen Gliedern und Kleidern anfertigen ließ. Erst der britische Seidenhändler und Modeschöpfer Charles Frederick Worth verwendete 1858 Personen statt Wachspuppen, um seine neuesten Kreationen vorzuführen.
Mascha Kaléko schrieb 1933 ein Gedicht mit dem Titel Mannequins.

### Dressman
Die männliche Form wird seit den 1980er Jahren ebenfalls als „Model“ bezeichnet. Der Begriff Dressman ist ein Scheinanglizismus, der im Englischen überhaupt nicht verstanden wird (im Englischen wird dafür der Begriff „male model“ verwendet).
In besonderen Fällen bezeichnen sich männliche Models selbst als „Dressman“, wenn sie damit betonen wollen, dass sie ausschließlich für die Präsentation von Herrenoberbekleidung in konservativem Rahmen und Stil zur Verfügung stehen. Teilgruppen von Models, die sich in den 1960er und 1970er Jahren bereits Dressman nannten, halten an diesem Begriff als elitäre Selbstbezeichnung fest. Zwischen beiden Gruppen besteht jedoch eine große Schnittmenge. Des Weiteren nutzen Models und Agenturen im deutschsprachigen Raum den Begriff Dressman als Stichwort, um in Websuchmaschinen und in Netzwerken besser gefunden zu werden. In Bezug auf Präsentationen wird das Wort aber nicht weiterverwendet, es sei denn, man gehört zu den genannten Gruppen oder beabsichtigt die entsprechende Konnotation. Gelegentlich wird in Texten einleitend die Vokabel Dressman verwendet, um den als wenig elegant empfundenen Ausdruck „männliches Model“ zu vermeiden. Sobald der Kontext und insbesondere das Geschlecht geklärt sind, wird im weiteren Verlauf nur noch Model verwendet.

### Messe- oder Promotionmodels

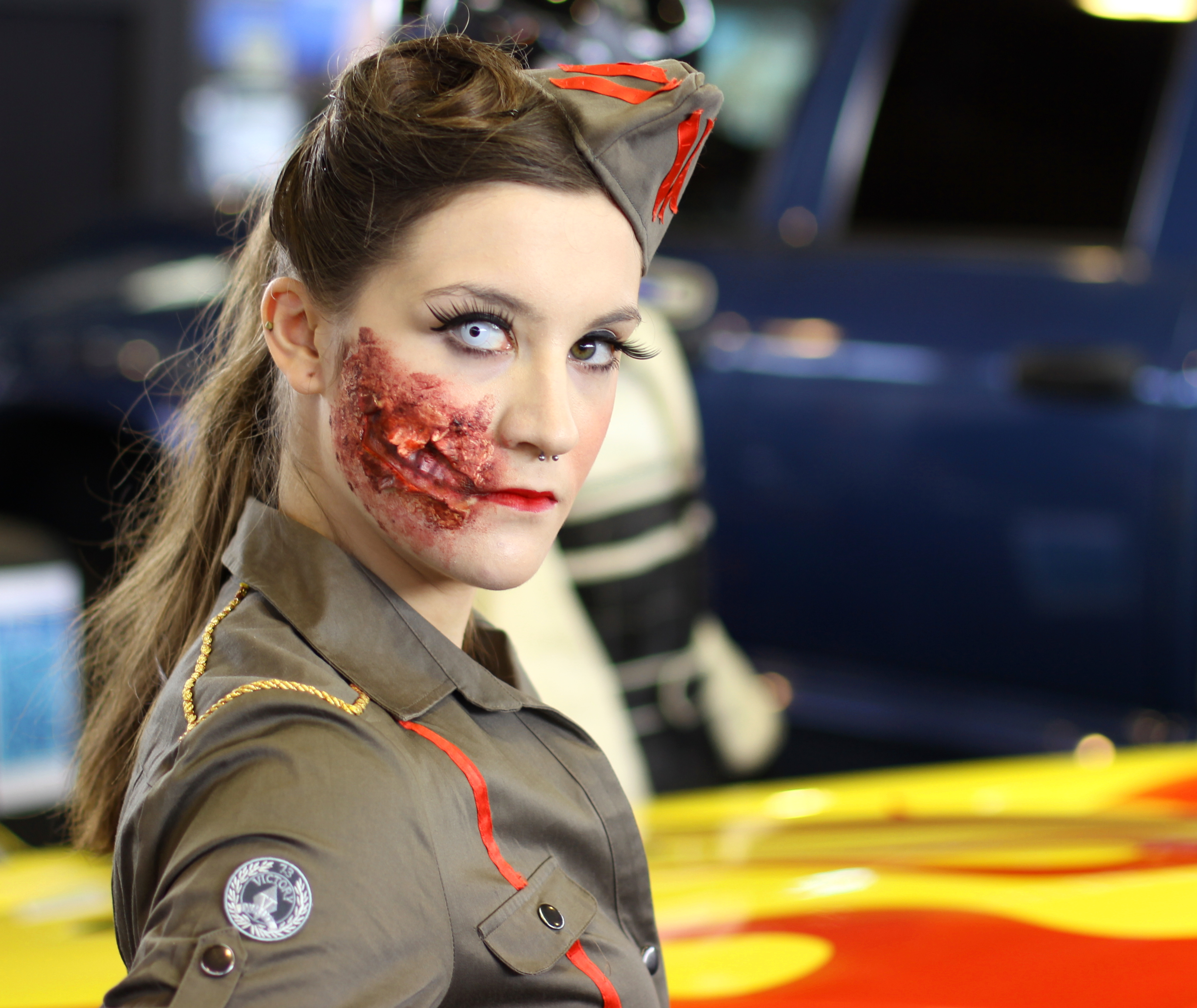
Promotionmodels, wie etwa hier auf der Tuning World Bodensee, sollen Aufmerksamkeit auf das ausgestellte Produkt lenken.

Dem Mannequin verwandt ist das „Model“, das auf Veranstaltungen etwas anderes als Kleidung präsentiert oder vorführt. „Promotionmodels“ sollen dabei nicht ein Produkt vorführen oder seine Funktionsweise demonstrieren, sondern die Aufmerksamkeit auf die Existenz des Produkts lenken. Die Kommunikation mit dem Publikum ist dabei ausschließlich über optische Reize beabsichtigt, obwohl sich verbale Ansprachen durch das Publikum nicht immer vermeiden lassen. Da Models in der Regel keine Fachfragen beantworten können, ist dies im Sinne der Ausstellungsziels eher kontraproduktiv. Beispielsweise werden Models gebucht, um sich auf einer Möbelausstellung als scheinbare Benutzer lebensecht in einer Wohn- oder Bürolandschaft zu platzieren. Oder sie sollen auf dem Sonnendeck eines Sportbootes liegen oder auch nur die Aufmerksamkeit auf den Prospektständer lenken, neben dem sie postiert sind. Um diese Aufgaben wahrzunehmen, brauchen sie nichts über das Produkt, die Dienstleistung oder den Auftraggeber zu wissen und unterscheiden sich dadurch grundsätzlich von der Hostess. Diese ist ausdrücklich in den organisatorischen Ablauf einer Veranstaltung eingebunden, und optische Attraktivität ist lediglich eine erwünschte Nebenqualifikation. Tatsächlich ist der Übergang vom Model zur Hostess fließend.
Models dieser Art werden auch zu Presseterminen als vorgebliche Mitarbeiter oder Besucher bei Geschäftseröffnungen oder Betriebsfeiern gebucht. Sie verteilen Broschüren auf Kongressen, sollen aber nur die Aufmerksamkeit auf die Eingangstür zur nächsten Veranstaltung lenken, oder sie erhöhen als scheinbare Assistenten durch Anwesenheit auf einer Bühne die Aufmerksamkeit des Publikums für den Vortragenden. Gelegentlich übernehmen solche „Assistenten“ die An- oder Abmoderation für einen Redner oder stellen verabredete Zwischenfragen. Bei Motorsport-Veranstaltungen gehören Models dieser Art als Grid-Girls zum gewohnten Bild. Auch hier ist der Übergang zur Hostess fließend.
Wie bei Hostessen ist die Tätigkeit des Promotionmodels klar vom Escortservice abzugrenzen, die oft auch erotische Dienstleistungen nach der vordergründigen Hauptveranstaltung mit dem Auftraggeber oder Anderen umfasst.

### Fotomodelle und Medienmodels
Mit der Zeit verlor sich der Unterschied zwischen Mannequin und Model. Heutzutage werden allgemein Personen, die sich zum Zwecke der Werbung, Kunst oder Unterhaltung fotografieren lassen, als Model bezeichnet. Bis in die 1980er Jahre war im Deutschen der Ausdruck Modell üblich. Nachdem dieser vermehrt als Euphemismus für Prostituierte benutzt wurde (Rosemarie Nitribitt), wurde die englische Schreib- und Sprechweise mit einem „l“ übernommen. In der Fotografie betrifft dies sowohl die Werbefotografie, Modefotografie, Porträtfotografie als auch die Aktfotografie. Es werden hier häufig auch partielle Models eingesetzt, welche die Hände oder Füße zur Verfügung stellen und währenddessen nur dafür in Erscheinung treten. Eine Person der ersten Variante nennt man ein Handmodel.

### Nackt- und Erotikmodels
Nackt- oder Erotik-Models kamen mit der Popularität von Pin-ups und Männermagazinen wie dem Playboy in Mode. Ihre Aufgabe ist es weniger, etwas mit ihrem Körper direkt zu verkaufen, als vielmehr indirekt, indem sie der Unterhaltung dienen und dadurch die Auflage der entsprechenden Presse- oder Medienerzeugnisse steigern. Hierzu gehören auch Video-, Fernseh- oder Spielshowmodelle (wie z. B. beim ehemaligen Sender 9Live), wobei die Anwesenheit dieser Models die Zuschauerzahl steigern soll, damit entsprechende Werbeeinblendungen und -blöcke ein größeres Publikum erreichen. Der Übergang zur Pornografie kann fließend sein; viele Pornodarstellerinnen wie Jenna Jameson haben als Nacktmodell angefangen.

### Künstler- und Aktmodelle

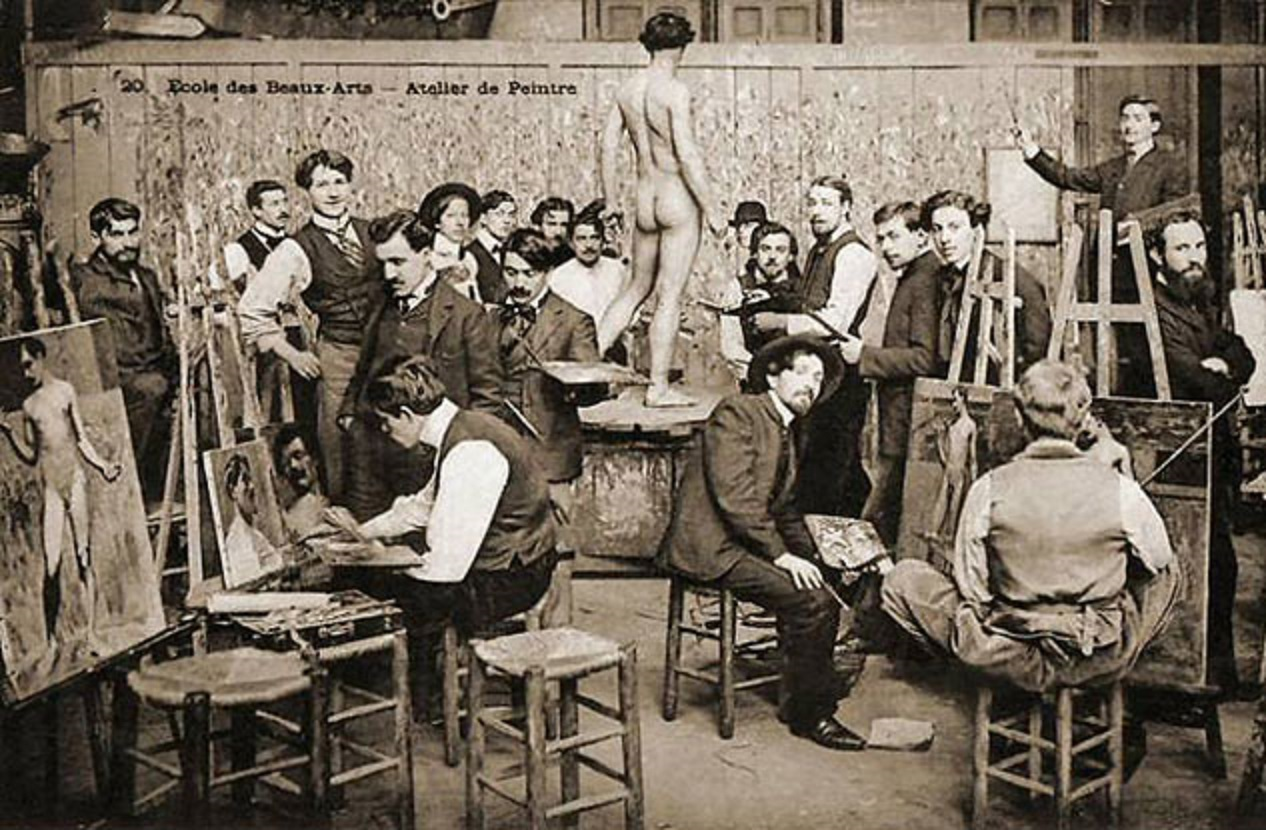
Kunststudenten beim Aktmalen an der École des Beaux-Arts, spätes 19. Jahrhundert

Für Künstler stehen lebende Menschen (in der Regel unbekleidet) Modell. Dieses Modell hat nicht die Aufgabe, etwas zu präsentieren oder vorzuführen, sondern es dient als Vorlage für Kunstwerke oder künstlerische Studien. Ein Modell muss in der Lage sein, eine längere Zeit regungslos zu verharren und sich so der Kunst in Lehre und Werkentwicklung zur Verfügung zu stellen. Modelle werden gegen Bezahlung von Künstlern in ihren Ateliers oder von den Kunstakademien für die kunstpraktische Ausbildung ihrer Studenten engagiert.

## Unterschiede zwischen den Geschlechtern
Die Tätigkeit des Models gehört zu den wenigen, bei denen Frauen auf jedem Niveau mehr nachgefragt und besser bezahlt werden als Männer. Männliche Models erreichen selten einen größeren Bekanntheitsgrad; Ausnahmen sind der Schwede Marcus Schenkenberg, der Niederländer Mark Vanderloo, der Österreicher Werner Schreyer und der Deutsche Lars Burmeister. Als „bestbezahltes männliches Fotomodell“ der Welt galt mit einem Einkommen von geschätzt einer Million US-Dollar pro Jahr lange Zeit der US-Amerikaner Brad Kroenig. Laut einer im Mai 2008 veröffentlichten Forbes-Studie hat ihn mittlerweile der acht Jahre jüngere Kanadier Taylor Fuchs abgelöst. Die neueste Forbes-Studie von Mai 2009 nennt den US-Amerikaner Sean O’Pry als derzeit kommerziell erfolgreichstes Männermodel, während Fuchs auf den achten Platz zurückgefallen ist. Das Jahreseinkommen von Gisele Bündchen wird mit 25 Millionen Dollar angegeben, das von Heidi Klum mit 16 Millionen Dollar, wobei deren Einnahmen überwiegend außerhalb der Modeltätigkeit erzielt werden, nämlich mit Fernsehgeldern, Lizenzeinnahmen und mit der Vermarktung der eigenen Berühmtheit.

## Modelagenturen
Models werden zumeist über Modelagenturen vermittelt, die dafür einen Teil der Gage (in Deutschland üblicherweise 20 Prozent, in einigen Ländern aber auch bis zu 50 Prozent (z. B. Frankreich)) als Agenturprovision (AP) erhalten. Dem Auftraggeber wird von der Agentur normalerweise die AP zusätzlich zum vereinbarten Modelhonorar berechnet.
In Deutschland hat sich eine Reihe Agenturen in dem Branchenverband VELMA organisiert.

## Kritik

### Magersucht
Der Modebranche wird häufig vorgeworfen, durch die Auswahl besonders schlanker Models die Magersucht zu fördern. Die Branche versucht, diesem Vorwurf entgegenzuwirken.
Als Vorbeugungsmaßnahme gegen Magersucht und Bulimie ist erstmals bei der Madrider Modewoche Pasarela Cibeles im September 2006 durch Beschluss der Bezirksregierung von Madrid Models der Auftritt untersagt worden, deren Body-Mass-Index (BMI) unter 18 kg/m² liegt. Diese Untergrenze für eine Teilnahme wurde auf Ratschlag von Ernährungswissenschaftlern festgelegt. Bei einer Größe von 1,75 Meter muss ein Model also mindestens 55 Kilogramm wiegen. Hintergrund dieses Teilnahmeverbots sind eine Empfehlung des spanischen Parlaments aus dem Jahr 1999 sowie anhaltende Proteste von Verbraucherverbänden in Spanien.
Der italienische Modeverband traf im Dezember 2006 mit der italienischen Regierung eine Übereinkunft, nach der Laufstegmodels mindestens 16 Jahre alt sein und wie in der spanischen Regelung einen BMI von mindestens 18 kg/m² haben müssen. Giorgio Armani hatte zuvor gefordert, dass „gegen die Anorexie alle zusammenarbeiten“; auch Prada und Versace hatten angekündigt, in ihren Modeschauen keine „Skelett-Models“ einzusetzen. Die neue Regelung galt bereits für die Modeschauen in Mailand im Februar 2007.
Die Modemacher in Paris hatten eine strengere Regelung abgelehnt, was Valentino Garavani kritisierte: “I think enough is enough with thin models. Recently we have not been watching women on the catwalk but a parade of skeletons.” (deutsch: „Ich denke, genug ist genug mit dünnen Models. Zuletzt haben wir keine Frauen auf dem Laufsteg beobachtet, sondern eine Parade von Skeletten.“) In Paris hatte Valentino im Januar 2006 bereits einige Models engagiert, die Kleider in der Konfektionsgröße 38 vorführten. Der Veranstalter der London Fashion Week, der Britische Moderat (BFC), gab nach der Veröffentlichung eines Berichts über die Gesundheit von Models seine Entscheidung bekannt, die ein Verbot von Models unter 16 Jahren und die Verpflichtung zur Vorlage eines Gesundheitszeugnisses umfasst.
Wie wichtig diese Entscheidungen sind, zeigt sich an dem Beispiel des verstorbenen Fotomodells Ana Carolina Reston Macan. Die international erfolgreiche Brasilianerin starb im Alter von 21 Jahren an den Folgen ihrer Magersucht.
2007 machte der Fotograf Oliviero Toscani (auch bekannt als Benetton-Fotograf) mit einer Kampagne auf die Gefahren der Anorexie aufmerksam und prangerte den Schlankheitswahn an (Text: „Anorexia / No“). Die Magersüchtige Isabelle Caro posierte nackt auf großen Plakaten – sie soll bei einer Körpergröße von 1,64 m 31 kg gewogen haben. Caro starb 2010 28-jährig an den Folgen ihrer 15 Jahre währenden Magersucht.
Das US-amerikanische Model Crystal Renn beschrieb 2009 in dem Buch Hungry: A Young Model’s Story of Appetite, Ambition, and the Ultimate Embrace of Curies, wie ihr Modelscout und ihre Agentur sie in die Magersucht trieben.
Vertreter der deutschen Modewirtschaft verabschiedeten am 11. Juli 2008 gemeinsam mit der Bundesgesundheitsministerin Ulla Schmidt eine Selbstverpflichtung in der Charta Leben hat Gewicht. Demnach müssen Models bei Modeschauen und auf Fotos künftig mindestens den Body-Mass-Index von 18,5 kg/m² aufweisen, was etwa der Konfektionsgröße 36 entspricht, und mindestens 16 Jahre alt sein.
In Israel ist der Einsatz untergewichtiger Models per Gesetz verboten. Israelische Models sind dazu verpflichtet, ihren Arbeitgebern alle drei Monate eine ärztliche Bescheinigung darüber vorzulegen, dass ihr BMI die von der Weltgesundheitsorganisation WHO festgelegte Norm von 18,5 kg/m² nicht unterschreitet. Anderenfalls drohen den Arbeitgebern hohe Geldstrafen. Kritik daran wurde von israelischen Models geäußert, die von Natur aus unter diesem Wert liegen. Sie sprachen sich stattdessen für regelmäßige Gesundheitstests aus. Des Weiteren sind der digitalen Bearbeitung von Fotos enge gesetzliche Grenzen gesetzt, so darf der Körperbau nicht digital verschlankt werden und Bearbeitungen müssen auf Plakaten mit erkennbaren Hinweisen versehen werden.
Am 3. April 2015 verabschiedete die französische Nationalversammlung ein Gesetz, das die Beschäftigung von stark unterernährten Frauen als Model untersagt. Die französische Gesundheitsbehörde soll dazu einen Body-Mass-Index (BMI) festlegen, der von Models nicht unterschritten werden darf. Modelagenturen, die extrem dürre Mannequins engagieren, drohen nun sechs Monate Haft und eine Geldstrafe von 75.000 Euro. Websitebetreiber können mit bis zu einem Jahr Gefängnis und einer Geldstrafe von bis zu 10.000 Euro bestraft werden, wenn sie extreme Magerkeit und exzessive Diäten unterstützen. Am 17. Dezember 2015 stimmte der Senat dem Gesetz zu.

### Suchtmittelmissbrauch
Es besteht die Gefahr, dass vor allem sehr junge Mädchen, die dem Druck des Modellingbusiness ausgesetzt sind, mittels Drogenmissbrauch den Stress zu bekämpfen versuchen. Gia Carangi erreichte im Jahr 1986 weltweite Bekanntheit durch ihren AIDS-Tod als Folge ihres Drogenmissbrauchs. Es wurde ein Buch über ihr Leben geschrieben, das 1998 mit Angelina Jolie im TV-Film Gia – Preis der Schönheit in der Hauptrolle verfilmt wurde. Das Model Kate Moss kam negativ in die Schlagzeilen, als sie 2005 beim Schnupfen von Kokain fotografiert wurde. Eine Reihe von Absagen von Kampagnen berühmter Modehäuser und ein Knick in ihrer Karriere waren die Folge, Moss konnte erst wieder an ihre Erfolge anknüpfen, nachdem sie sich in eine Entzugsklinik begeben hatte.

### Sexismus
Die bloße Reduktion auf den Körper als Verkaufsargument wird von vielen Feministinnen wie Alice Schwarzer als frauenfeindlich kritisiert, da sie darin den Missbrauch des weiblichen Körpers als Objekt sehen.
Als Reaktion auf die MeToo-Debatten, Skandale um Jeffrey Epstein und Harvey Weinstein und den Rückzug von Models wie Karlie Kloss oder Bella Hadid aufgrund von Sexismus-Vorwürfen finden seit 2020 grundlegende Änderungen im Model-Business statt.

### Rassismus
Die New York Times kritisierte im Herbst 2007, dass mittlerweile nahezu alle großen Modekonzerne schwarze Models von den Laufstegen verbannt hätten. Damit wiederhole sich eine längst überwunden geglaubte Rassentrennung im Modegeschäft. Noch 1988 musste der Modeschöpfer Yves Saint Laurent die französische Modezeitschrift Vogue dazu zwingen, auch dem schwarzen Model Naomi Campbell einen Platz auf dem Titelblatt des Modemagazins einzuräumen. Als eine der Ursachen der neuerlichen Rassensegregation wird spekuliert, dass die Modefirmen nicht mehr inhabergeführt seien und die neuen Leitungen „hellhäutige und -haarige Frauen mit eher unauffälligen Gesichtern“ bevorzugen, um weltweit einheitlich und konservativ auftreten zu können. Konkret wird der einflussreichen Chefredakteurin der US-Vogue, Anna Wintour, Einseitigkeit vorgeworfen. Während Naomi Campbell in ihrer gesamten Karriere nur achtmal auf dem Vogue-Cover gewesen sei, erschien dort Kate Moss 24 Mal. Neben dieser schleichenden Ausgrenzung komme noch eine geringere Bezahlung schwarzer Models hinzu.
Noch seltener als schwarze Models werden asiatische Models von der internationalen Modeindustrie gebucht.
Das philippinische Model Anna Bayle gilt als das bisher einzige Model aus Asien, das auf den internationalen Laufstegen Erfolge erzielen konnte und in den 1980ern als „Supermodel“ galt. Doch seit dem wirtschaftlichen Aufstieg Chinas werden immer mehr chinesische Models von der internationalen Modeindustrie gebucht, in der Hoffnung, damit den Umsatz auf dem chinesischen Markt zu erhöhen. Zu den erfolgreichsten chinesischen Models zählten 2012 Du Juan, Sui He, Fei Fei Sun, Liu Wen, Ming Xi und Shu Pei Qin.
Im April 2010 wagte es die Redaktion der indischen Ausgabe von Vogue zum ersten Mal, fünf dunkelhäutige südindische Models auf ihrem Titelblatt erscheinen zu lassen. Die Reaktion der indischen Medien fiel darauf wider Erwarten positiv aus und wurde als ein Anzeichen für einen Wandel in der allgemeinen Einstellung interpretiert. Das weißhäutige Schönheitsideal würde die indische Mittelschicht heute nicht mehr allein gelten lassen.

## Trivia
Das Besingen von Models als Thema verhalf bereits mehreren deutschen Künstlern in die Hitparaden. Beispielsweise:
- 1978: Das Model von Kraftwerk
- 2009: 10 Meter geh‘ von Chris Boettcher